# Ladakhomorpha longipes
Ladakhomorpha longipes is een wandelende tak uit de familie Bacillidae. De wetenschappelijke naam van deze soort is voor het eerst voorgesteld door Frank Hennemann en Oskar V. Conle in een publicatie uit 1999.
De soort is voor het eerst ontdekt in Ladakh in Noord-India op een hoogte tussen 3050 en 3800 meter.